# Paracontias hafa
Paracontias hafa är en ödleart som beskrevs av  Franco Andreone och GREER 2002. Paracontias hafa ingår i släktet Paracontias och familjen skinkar. IUCN kategoriserar arten globalt som nära hotad. Inga underarter finns listade i Catalogue of Life.
Arten förekommer på nordöstra Madagaskar.